# 스콧 핼버스타트

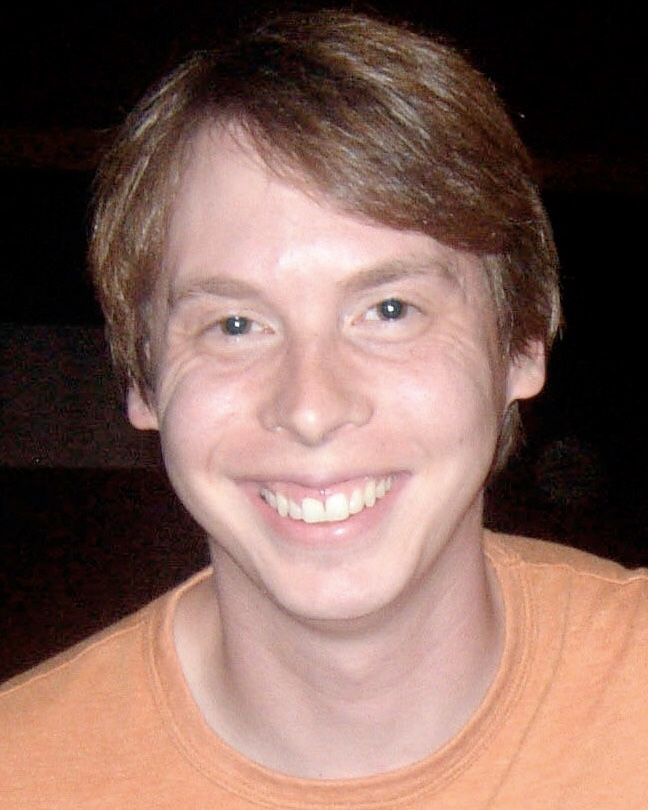

스콧 핼버스타트(Scott Halberstadt, 1976년 8월 17일 ~ )는 미국의 배우, 텔레비전 배우, 영화배우이다.

## 방송
- 드레이크 앤 조쉬 시즌4

## 영화
- 스모킹 에이스 (2007년)
- 그랜드마 보이 (2006년) - 보비 역
- 드레이크와 조시 (2004년)
- 올 댓 (1994년)